# LET Money List
De LET Money List, voorheen de LET Order of Merit genoemd, is een lijst waarop ieder jaar wordt bijgehouden hoeveel er is verdiend door de speelsters van de Ladies European Tour (LET). Iedere maandag wordt de lijst vernieuwd. Bij de Europese PGA Tour wordt de Race To Dubai gehanteerd.
De winnares van de LET Order of Merit mag tien jaar lang op de Europese Tour spelen. Bij de uitreiking van de trofee aan het einde van het jaar krijgt zij bovendien een financiéle bonus, in 2010 was dat € 20.000.

## 2009
Winnares van de Order of Merit was de Zweedse Sophie Gustafsson, nummer 2 was Catriona Matthew.

## 2010
Henderson werd in 2010 de sponsor van het hoofdkwartier van de Ladies Tour, dat de naam Henderson House kreeg en van de Order of Merit, die voortaan de LET Money List wordt genoemd. Het bedrijf draagt ook bij aan het prijzengeld en ondersteunt in 2010 drie rookies: de Australische Kristie Smith, de Franse Julie Maisongrosse en de Amerikaanse Hannah Jun. Ze krijgen ieder €12.000, een golftas met de naam Henderson en kleding met het Henderson logo.
Winnares van de Money List trofee was de Zuid-Afrikaanse Lee-Anne Pace, die vijf overwinningen in vijf maanden behaalde. Ze was de eerste Zuid-Afrikaanse nummer 1 in Europa. Ze speelde 25 toernooien en verdiende € 339,517.77. Laura Davies werd nummer 2, ook zij won vijf toernooien in 2010.

## 2011
In 2011 worden ook drie rookies door Henderson ondersteund: de Zweedse Caroline Hedwall, de Amerikaanse Jaclyn Sweeney en de Australische Stacey Keating. 

De Nederlandse Christel Boeljon is op 30 mei op de eerste plaats van de Money List gekomen, net voordat zij het Ladies Open op Broekpolder ging spelen.
| Datum   | Naam             |
| ------- | ---------------- |
| 4 april | Melissa Reid     |
| 30 mei  | Christel Boeljon |
| 2 juli  | Diana Luna       |